# Alex Wurz
Alexander Wurz (Waidhofen an der Thaya, Estado de Baja Austria, Austria; 15 de febrero de 1974), más conocido como Alex Wurz, es un expiloto de automovilismo austríaco. Ha competido en Fórmula 1 y en resistencia. Ha participado en 53 Grandes Premios de Fórmula 1, consiguiendo un total de 32 puntos y tres podios; su mejor resultado fue un octavo lugar en 1998. Es el piloto más joven en ganar las 24 Horas de Le Mans, a la edad de 22 años en 1996; luego ganó nuevamente en 2009. También venció en las 12 Horas de Sebring y Petit Le Mans.
Wurz es el segundo hijo del tricampeón europeo de rallycross, Franz Wurz.

## Carrera

### Inicios
Wurz se inició en el karting, tras lo cual debutó en la Fórmula Ford en 1991 y en la Fórmula 3 Alemana en 1993. Fue campeón de la Copa Austriaca de Fórmula 3 en 1993. En su época en la Fórmula 3, disputó el Gran Premio de Macao y el Gran Premio de Mónaco; llegó sexto en el Principado en la edición 1995.
En 1996, pasó a los automóviles con techo, ya que compitió todas las fechas europeas del Deutsche Tourenwagen Meisterschaft con un Opel Calibra oficial del equipo Joest. Terminó el año 16.º sin ningún podio. Por otra parte, ganó las 24 Horas de Le Mans con un Porsche WSC-95 del equipo Joest, junto con Manuel Reuter y Davy Jones.

### Fórmula 1
En el año 1997, Wurz fue contratado como piloto de pruebas por la escudería Benetton de Fórmula 1. En ese año sustituyó a Gerhard Berger durante tres pruebas, debutando el 15 de junio en Canadá y consiguiendo su primer podio el 13 de julio al finalizar tercero el Gran Premio de Gran Bretaña.
Una vez finalizado con éxito su primer año en la Fórmula 1, la escudería se decantó por el austríaco como segundo piloto de la escudería para las tres siguientes temporadas. En este período, su compañero de equipo Giancarlo Fisichella le pasó por encima; y Wurz se tuvo que conformar con un total de 22 puntos, consiguiendo como mejores resultados los seis cuartos puestos obtenidos durante el campeonato de 1998 en Brasil, Argentina, España, Canadá, Francia y Reino Unido. Por su parte, el italiano alcanzó el podio en seis ocasiones. Finalmente, el escaso rendimiento mostrado por el austríaco en sus dos últimas temporadas hizo que el equipo se decantase por Jenson Button y Fisichella como pilotos titulares para la temporada 2001. 

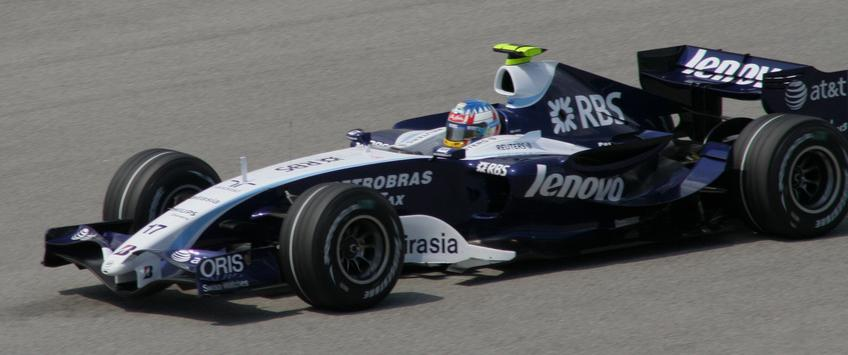
Wurz en el Gran Premio de Malasia de 2007.

Desde entonces, fue piloto probador de McLaren hasta el año 2005. En ese período sólo disputó una carrera, el Gran Premio de San Marino de 2005, sustituyendo al lesionado Juan Pablo Montoya. Tras clasificar tercero, concluyó la carrera en cuarta posición, aunque debido a la descalificación que sufrieron los dos pilotos de BAR-Honda oficialmente finalizó la prueba en tercer lugar. Durante esa temporada, fue el piloto que más destacaba en las sesiones de entrenamiento de los viernes, junto a su compañero Pedro de la Rosa.
A principios del año 2006, Alex anunció que había sido contratado por Williams para ser el tercer piloto del equipo de Frank Williams, con el cual tiene una buena relación de años atrás. El equipo británico anunció que Wurz ocuparía el puesto de segundo piloto en la temporada 2007 junto con Nico Rosberg. Alex empezó la temporada 2007 con un abandono en Australia, tras un choque con David Coulthard. Wurz obtuvo sus primeros puntos de la temporada en Mónaco. En el Gran Premio de Canadá, tras la aparición de cuatro auto de seguridad, obtuvo su tercer podio, diez años después del primero, acabando tercero. En el Gran Premio de Europa, tras una alocadísima carrera, se hizo con el cuarto puesto detrás de Mark Webber, siendo los últimos puntos que consiguió en el Mundial, pues anunció su retirada tras el Gran Premio de China.
En 2008, Wurz fue contratado como piloto de reserva y de pruebas del equipo Honda Racing F1. En 2009 sigue siendo piloto reserva, pero ya en Brawn GP, tras la venta del equipo Honda a Ross Brawn.
En 2012 vuelve a los Grandes Premios como mentor de los pilotos de Williams.

### Resistencia
También en 2008, el austríaco comenzó a competir en sport prototipos para el equipo oficial de Peugeot con el Peugeot 908 HDI FAP de la clase LMP1. Su primera carrera fue los 1000 km de Spa-Francorchamps de la Le Mans Series. Luego terminó quinto en las 24 Horas de Le Mans. En 2009, arribó retrasado en los 1000 km de Spa-Francorchamps. Un mes más tarde, el 14 de junio de 2009, Wurz ganó las 24 Horas de Le Mans, compartiendo pilotaje con David Brabham y Marc Gené al volante del Peugeot 908 HDI FAP. Los trece años entre su primera victoria en 1996 y la de 2009 es el mayor período entre victorias absolutas en la historia de la prueba.
Wurz disputó cuatro carreras de resistencia en 2010 para Peugeot, con Anthony Davidson y Marc Gené como compañeros de butaca. Venció en las 12 Horas de Sebring, llegó cuarto en Spa-Francorchamps, abandonó en Le Mans y terminó segundo en Petit Le Mans. El austríaco disputó cuatro fechas de la Copa Intercontinental Le Mans 2011, ahora con el Peugeot 908. Nuevamente junto a Davidson y Gené, llegó octavo en Sebring, ganó en Spa-Francorchamps y arribó cuarto en Le Mans. En Petit Le Mans se llevó otra victoria, esta vez en compañía de Franck Montagny y Stéphane Sarrazin. Así, contribuyó a que Peugeot repitiera los títulos de constructores y equipos de la Copa Intercontinental Le Mans.

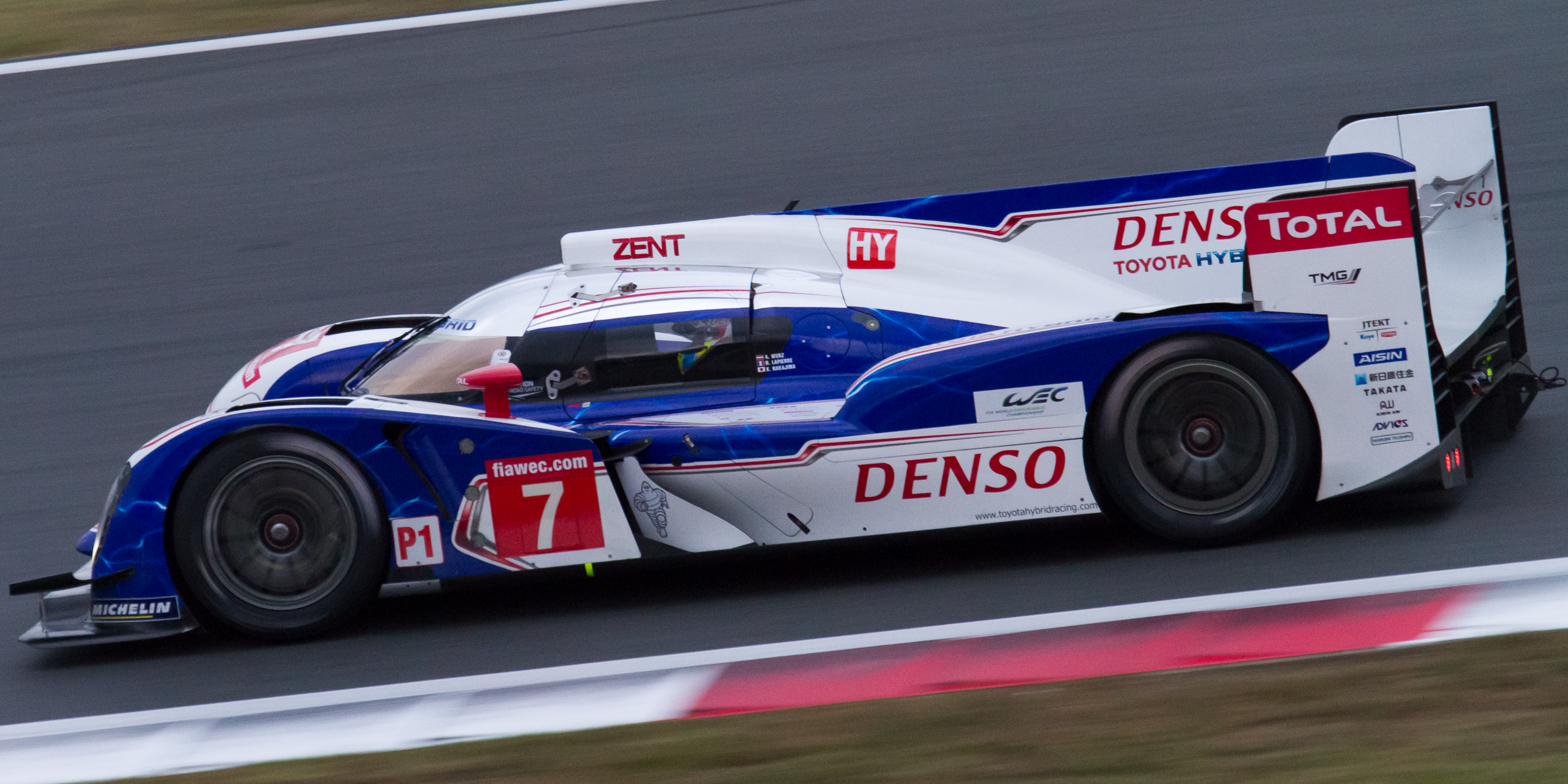
Toyota TS030 Hybrid conducido por Wurz, en 2012.

Oreca contrató a Wurz para competir en el renacido Campeonato Mundial de Resistencia en 2012 con un Toyota híbrido oficial. Compartiendo butaca con Nicolas Lapierre y Kazuki Nakajima, obtuvo tres victorias y un segundo puesto, por lo que alcanzó la sexta colocación en el campeonato de pilotos de la clase LMP1, por detrás de los pilotos regulares de Audi.
En 2013, Wurz obtuvo una victoria y un segundo puesto en seis apariciones en el Campeonato Mundial de Resistencia con Toyota. Por tanto, compartió el décimo puesto en el campeonato de pilotos con Lapierre. Al año siguiente, el austriaco logró una victoria en Sakhir y cuatro podios más, resultando 11.º en el campeonato junto con Stéphane Sarrazin.
El austríaco siguió con Toyota en el Campeonato Mundial de Resistencia 2015. Obtuvo un tercer puesto, un cuarto y dos quintos, por lo que se ubicó 15.º en el campeonato de pilotos. El 10 de noviembre de 2015, Wurz anunció su retirada como piloto.

## Resumen de carrera
| Temporada | Categoría                                          | Equipo                       | Carreras          | Victorias         | Poles             | VR                | Podios            | Puntos            | Pos.              |
| --------- | -------------------------------------------------- | ---------------------------- | ----------------- | ----------------- | ----------------- | ----------------- | ----------------- | ----------------- | ----------------- |
| 1992      | Fórmula Ford 1600 Alemana                          | Walter Lechner Racing School | 9                 | 5                 | 5                 | 3                 | 9                 | 170               | 1.º               |
| 1993      | Copa Austríaca de Fórmula 3                        | RSM Marko                    | ?                 | ?                 | ?                 | ?                 | ?                 | ?                 | 1.º               |
| 1993      | Campeonato de Alemania de Fórmula 3                | RSM Marko                    | 16                | 0                 | 0                 | 0                 | 0                 | 27                | 13.º              |
| 1993      | Masters de Fórmula 3                               | RSM Marko                    | 1                 | 0                 | 0                 | 0                 | 0                 | N/A               | 17.º              |
| 1994      | Campeonato de Alemania de Fórmula 3                | G+M Escom Motorsport         | 19                | 3                 | 1                 | 3                 | 12                | 219               | 2.º               |
| 1994      | Gran Premio de Macao                               | G+M Escom Motorsport         | 1                 | 0                 | 0                 | 0                 | 0                 | N/A               | 15.º              |
| 1994      | Gran Premio de Mónaco de Fórmula 3                 | G+M Escom Motorsport         | 1                 | 0                 | 0                 | 0                 | 0                 | N/A               | 10.º              |
| 1994      | Masters de Fórmula 3                               | G+M Escom Motorsport         | 1                 | 0                 | 0                 | 0                 | 0                 | N/A               | 26.º              |
| 1995      | Campeonato de Alemania de Fórmula 3                | G+M Escom Motorsport         | 15                | 0                 | 0                 | 0                 | 3                 | 74                | 6.º               |
| 1995      | Fórmula 3 Británica                                | G+M Escom Motorsport         | 1                 | 0                 | 0                 | 0                 | 0                 | 4                 | 21.º              |
| 1995      | Gran Premio de Macao                               | G+M Escom Motorsport         | 1                 | 0                 | 0                 | 0                 | 0                 | N/A               | 7.º               |
| 1995      | Gran Premio de Mónaco de Fórmula 3                 | G+M Escom Motorsport         | 1                 | 0                 | 0                 | 0                 | 0                 | N/A               | 6.º               |
| 1995      | Masters de Fórmula 3                               | G+M Escom Motorsport         | 1                 | 0                 | 0                 | 0                 | 0                 | N/A               | NC                |
| 1996      | International Touring Car Championship             | Opel Team Joest              | 20                | 0                 | 0                 | 1                 | 0                 | 43                | 16.º              |
| 1996      | 24 Horas de Le Mans - LMP1                         | Joest Racing                 | 1                 | 1                 | 0                 | 0                 | 1                 | N/A               | 1.º               |
| 1997      | Fórmula 1                                          | Mild Seven Benetton Renault  | 3                 | 0                 | 0                 | 0                 | 1                 | 4                 | 14.º              |
| 1997      | Campeonato FIA GT                                  | AMG Mercedes                 | 10                | 1                 | 5                 | 4                 | 3                 | 25                | 10.º              |
| 1998      | Fórmula 1                                          | Mild Seven Benetton Playlife | 16                | 0                 | 0                 | 1                 | 0                 | 17                | 8.º               |
| 1999      | Fórmula 1                                          | Mild Seven Benetton Playlife | 16                | 0                 | 0                 | 0                 | 0                 | 3                 | 13.º              |
| 2000      | Fórmula 1                                          | Mild Seven Benetton Playlife | 17                | 0                 | 0                 | 0                 | 0                 | 2                 | 15.º              |
| 2001      | Fórmula 1                                          | West McLaren Mercedes        | Piloto de pruebas | Piloto de pruebas | Piloto de pruebas | Piloto de pruebas | Piloto de pruebas | Piloto de pruebas | Piloto de pruebas |
| 2002      | Fórmula 1                                          | West McLaren Mercedes        | Piloto de pruebas | Piloto de pruebas | Piloto de pruebas | Piloto de pruebas | Piloto de pruebas | Piloto de pruebas | Piloto de pruebas |
| 2003      | Fórmula 1                                          | West McLaren Mercedes        | Piloto de pruebas | Piloto de pruebas | Piloto de pruebas | Piloto de pruebas | Piloto de pruebas | Piloto de pruebas | Piloto de pruebas |
| 2004      | Fórmula 1                                          | West McLaren Mercedes        | Piloto de pruebas | Piloto de pruebas | Piloto de pruebas | Piloto de pruebas | Piloto de pruebas | Piloto de pruebas | Piloto de pruebas |
| 2005      | Fórmula 1                                          | West McLaren Mercedes        | 1                 | 0                 | 0                 | 0                 | 1                 | 6                 | 17.º              |
| 2005      | Fórmula 1                                          | Team McLaren Mercedes        | 1                 | 0                 | 0                 | 0                 | 1                 | 6                 | 17.º              |
| 2006      | Fórmula 1                                          | Williams F1 Team             | Piloto de pruebas | Piloto de pruebas | Piloto de pruebas | Piloto de pruebas | Piloto de pruebas | Piloto de pruebas | Piloto de pruebas |
| 2007      | Fórmula 1                                          | AT&T Williams                | 16                | 0                 | 0                 | 0                 | 1                 | 13                | 11.º              |
| 2008      | Fórmula 1                                          | Honda Racing F1 Team         | Piloto de pruebas | Piloto de pruebas | Piloto de pruebas | Piloto de pruebas | Piloto de pruebas | Piloto de pruebas | Piloto de pruebas |
| 2008      | 24 Horas de Le Mans - LMP1                         | Team Peugeot Total           | 1                 | 0                 | 0                 | 0                 | 0                 | N/A               | 5.º               |
| 2009      | Fórmula 1                                          | Brawn GP F1 Team             | Piloto de pruebas | Piloto de pruebas | Piloto de pruebas | Piloto de pruebas | Piloto de pruebas | Piloto de pruebas | Piloto de pruebas |
| 2009      | 24 Horas de Le Mans - LMP1                         | Team Peugeot Total           | 1                 | 1                 | 0                 | 0                 | 1                 | N/A               | 1.º               |
| 2010      | Le Mans Series - LMP1                              | Team Peugeot Total           | 1                 | 0                 | 0                 | 0                 | 0                 | 11                | 31.º              |
| 2010      | 24 Horas de Le Mans - LMP1                         | Team Peugeot Total           | 1                 | 0                 | 0                 | 0                 | 0                 | N/A               | DNF               |
| 2011      | American Le Mans Series - LMP1                     | Peugeot Sport Total          | 2                 | 1                 | 0                 | 0                 | 1                 | N/A               | NC                |
| 2011      | Le Mans Series - LMP1                              | Peugeot Sport Total          | 1                 | 1                 | 0                 | 0                 | 1                 | N/A               | NC                |
| 2011      | Copa Intercontinental Le Mans - LMP1               | Peugeot Sport Total          | 4                 | 2                 | 0                 | 0                 | 2                 | N/A               | N/A               |
| 2011      | 24 Horas de Le Mans - LMP1                         | Peugeot Sport Total          | 1                 | 0                 | 0                 | 0                 | 0                 | N/A               | 4.º               |
| 2012      | Campeonato Mundial de Resistencia de la FIA - LMP1 | Toyota Racing                | 6                 | 3                 | 3                 | 0                 | 4                 | 96                | 3.º               |
| 2012      | 24 Horas de Le Mans - LMP1                         | Toyota Racing                | 1                 | 0                 | 0                 | 0                 | 0                 | N/A               | DNF               |
| 2013      | Campeonato Mundial de Resistencia de la FIA - LMP1 | Toyota Racing                | 6                 | 1                 | 3                 | 0                 | 2                 | 69.5              | 4.º               |
| 2013      | 24 Horas de Le Mans - LMP1                         | Toyota Racing                | 1                 | 0                 | 0                 | 0                 | 0                 | N/A               | 4.º               |
| 2014      | Campeonato Mundial de Resistencia de la FIA - LMP1 | Toyota Racing                | 8                 | 1                 | 2                 | 0                 | 5                 | 116               | 5.º               |
| 2014      | 24 Horas de Le Mans - LMP1-H                       | Toyota Racing                | 1                 | 0                 | 0                 | 0                 | 0                 | N/A               | DNF               |
| 2015      | Campeonato Mundial de Resistencia de la FIA - LMP1 | Toyota Racing                | 8                 | 0                 | 0                 | 0                 | 1                 | 79                | 6.º               |
| 2015      | 24 Horas de Le Mans - LMP1                         | Toyota Racing                | 1                 | 0                 | 0                 | 0                 | 0                 | N/A               | 6.º               |
| 2016      | WeatherTech SportsCar Championship - P             | Ford Chip Ganassi Racing     | 1                 | 0                 | 0                 | 0                 | 0                 | 27                | 27.º              |
| 2018      | Campeonato Mundial de Rallycross de la FIA         | MJP Racing Team Austria      | 2                 | 0                 | 0                 | 0                 | 0                 | 0                 | 29.º              |
| Fuente:   |                                                    |                              |                   |                   |                   |                   |                   |                   |                   |

## Resultados

### Fórmula 1
(Clave) (negrita indica pole position) (cursiva indica vuelta rápida)

| Año  | Escudería                    | 1       | 2       | 3       | 4       | 5      | 6       | 7       | 8       | 9       | 10     | 11      | 12      | 13      | 14      | 15      | 16      | 17     | 18     | 19  | Pos. | Puntos |
| ---- | ---------------------------- | ------- | ------- | ------- | ------- | ------ | ------- | ------- | ------- | ------- | ------ | ------- | ------- | ------- | ------- | ------- | ------- | ------ | ------ | --- | ---- | ------ |
| 1997 | Mild Seven Benetton Renault  | AUS     | BRA     | ARG     | SMR     | MON    | ESP     | CAN Ret | FRA Ret | GBR 3   | GER    | HUN     | BEL     | ITA     | AUT     | LUX     | JPN     | EUR    |        |     | 14.º | 4      |
| 1998 | Mild Seven Benetton Playlife | AUS 7   | BRA 4   | ARG 4   | SMR Ret | ESP 4  | MON Ret | CAN 4   | FRA 5   | GBR 4   | AUT 9  | GER 11  | HUN 16† | BEL Ret | ITA Ret | LUX 7   | JPN 9   |        |        |     | 8.º  | 17     |
| 1999 | Mild Seven Benetton Playlife | AUS Ret | BRA 7   | SMR Ret | MON 6   | ESP 10 | CAN Ret | FRA Ret | GBR 10  | AUT 5   | GER 7  | HUN 7   | BEL 14  | ITA Ret | EUR Ret | MYS 8   | JPN 10  |        |        |     | 13.º | 3      |
| 2000 | Mild Seven Benetton Playlife | AUS 7   | BRA Ret | SMR 9   | GBR 9   | ESP 10 | EUR 12† | MON Ret | CAN 9   | FRA Ret | AUT 10 | GER Ret | HUN 11  | BEL 13  | ITA 5   | USA 10  | JPN Ret | MYS 7  |        |     | 16.º | 2      |
| 2005 | West McLaren Mercedes        | AUS     | MYS     | BHR TD  | SMR 3   | ESP    | MON TD  | EUR TD  | CAN     | USA     | FRA    | GBR     | GER TD  |         |         |         |         |        |        |     | 17.º | 6      |
| 2005 | Team McLaren Mercedes        |         |         |         |         |        |         |         |         |         |        |         |         | HUN TD  | TUR     | ITA     | BEL TD  | BRA TD | JPN    | CHN | 17.º | 6      |
| 2006 | Williams F1 Team             | BHR TD  | MYS TD  | AUS TD  | SMR TD  | EUR TD | ESP TD  | MON TD  | GBR TD  | CAN TD  | USA TD | FRA TD  | GER TD  | HUN TD  | TUR TD  | ITA TD  | CHN TD  | JPN TD | BRA TD |     | -    | -      |
| 2007 | AT&T Williams                | AUS Ret | MYS 9   | BHR 11  | ESP Ret | MON 7  | CAN 3   | USA 10  | FRA 14  | GBR 13  | EUR 4  | HUN 14  | TUR 11  | ITA 13  | BEL Ret | JPN Ret | CHN 12  | BRA    |        |     | 11.º | 13     |

### 24 Horas de Le Mans
| Año  | Equipo              | Copilotos                         | Automóvil           | Clase  | Vueltas | Pos. | Pos. Clase |
| ---- | ------------------- | --------------------------------- | ------------------- | ------ | ------- | ---- | ---------- |
| 1996 | Joest Racing        | Davy Jones Manuel Reuter          | TWR Porsche WSC-95  | LMP1   | 354     | 1.º  | 1.º        |
| 2008 | Peugeot Sport Total | Stéphane Sarrazin Pedro Lamy      | Peugeot 908 HDi FAP | LMP1   | 368     | 5.º  | 5.º        |
| 2009 | Peugeot Sport Total | David Brabham Marc Gené           | Peugeot 908 HDi FAP | LMP1   | 382     | 1.º  | 1.º        |
| 2010 | Peugeot Sport Total | Marc Gené Anthony Davidson        | Peugeot 908 HDi FAP | LMP1   | 360     | DNF  | DNF        |
| 2011 | Peugeot Sport Total | Anthony Davidson Marc Gené        | Peugeot 908         | LMP1   | 351     | 4.º  | 4.º        |
| 2012 | Toyota Racing       | Nicolas Lapierre Kazuki Nakajima  | Toyota TS030 Hybrid | LMP1   | 134     | DNF  | DNF        |
| 2013 | Toyota Racing       | Nicolas Lapierre Kazuki Nakajima  | Toyota TS030 Hybrid | LMP1   | 341     | 4.º  | 4.º        |
| 2014 | Toyota Racing       | Stéphane Sarrazin Kazuki Nakajima | Toyota TS040 Hybrid | LMP1-H | 219     | DNF  | DNF        |
| 2015 | Toyota Racing       | Stéphane Sarrazin Mike Conway     | Toyota TS040 Hybrid | LMP1   | 387     | 6.º  | 6.º        |

### Campeonato Mundial de Resistencia de la FIA
(Clave) (negrita indica pole position) (cursiva indica vuelta rápida)

| Año  | Escudería     | Clase | Automóvil           | 1   | 2   | 3   | 4   | 5   | 6   | 7   | 8   | Pos. | Puntos | Ref.   |
| ---- | ------------- | ----- | ------------------- | --- | --- | --- | --- | --- | --- | --- | --- | ---- | ------ | ------ |
| 2012 | Toyota Racing | LMP1  | Toyota TS030 Hybrid | SEB | SPA | LMS | SIL | SÃO | BHR | FUJ | SHA | 3.º  | 96     | [ 14 ] |
| 2012 | Toyota Racing | LMP1  | Toyota TS030 Hybrid |     |     | Ret | 2   | 1   | Ret | 1   | 1   | 3.º  | 96     | [ 14 ] |
| 2013 | Toyota Racing | LMP1  | Toyota TS030 Hybrid | SIL | SPA | LMS | SÃO | COA | FUJ | SHA | BHR | 4.º  | 69.5   | [ 15 ] |
| 2013 | Toyota Racing | LMP1  | Toyota TS030 Hybrid | 4   | Ret | 4   |     |     | 1   | 2   | Ret | 4.º  | 69.5   | [ 15 ] |
| 2014 | Toyota Racing | LMP1  | Toyota TS040 Hybrid | SIL | SPA | LMS | COA | FUJ | SHA | BHR | SÃO | 5.º  | 116    | [ 16 ] |
| 2014 | Toyota Racing | LMP1  | Toyota TS040 Hybrid | 2   | 3   | Ret | 6   | 2   | 2   | 1   | 4   | 5.º  | 116    | [ 16 ] |
| 2015 | Toyota Racing | LMP1  | Toyota TS040 Hybrid | SIL | SPA | LMS | NÜR | COA | FUJ | SHA | BHR | 6.º  | 79     | [ 17 ] |
| 2015 | Toyota Racing | LMP1  | Toyota TS040 Hybrid | 4   | 5   | 6   | 6   | Ret | 6   | 5   | 3   | 6.º  | 79     | [ 17 ] |